# Compsobuthus armenicus
Espèce
Compsobuthus armenicus est une espèce de scorpions de la famille des Buthidae.

## Distribution
Cette espèce est endémique d'Arménie.

## Étymologie
Son nom d'espèce lui a été donné en référence au lieu de sa découverte, l'Arménie.

## Publication originale
- Lourenço, Leguin & Duhem, 2015 : « A new species of Compsobuthus Vachon, 1949 (Scorpiones: Buthidae) from Armenia. » Zoology in the Middle East, vol. 61, no 3, p. 1-5.